# Rodrigo Pimpão
Rodrigo Pimpão Vianna, mais conhecido como Rodrigo Pimpão (Curitiba, 23 de outubro de 1987), é um futebolista brasileiro que atua como ponta-esquerda. Atualmente, joga pelo Trieste Futebol Clube.

## Carreira
Rodrigo Pimpão Vianna queria se formar em odontologia, tendo inclusive ingressado na Pontifícia Universidade Católica do Paraná (PUC), mas jogando futsal pelo Thalia, chamou a atenção do staff técnico do Paraná Clube de Futsal, sendo assim, chamado para integrar o plantel da equipe em 2007. Diferentemente da maioria de seus colegas de profissão, Pimpão é de uma família com boas condições financeiras e, apesar do temor inicial de que não seria bem aceito pelos colegas, o atleta, devido a sua humildade, acabou por conquistar seus espaço no futebol.
Foi Campeão Paranaense Sub-20 de futsal, se destacando. Em julho do mesmo ano, fez teste no futebol de campo, tendo obtido sucesso. Conquistou o título Paranaense Sub-20 pelo Paraná Clube, fazendo um dos gols da vitória de 4 a 2 sobre o Iraty.

### Paraná
Após isso, em 2008, foi promovido ao time principal do Paraná, tendo tido algumas chances na equipe titular.
Rendeu menos que o esperado, então permaneceu no banco de reservas, quando, em meados de 2008, foi emprestado ao Blumenau, para a disputa da Série B do Catarinense. Após isso, voltou e teve mais oportunidades na equipe titular e não as desperdiçou, tendo boas atuações e marcando gols na reta final da campanha na Série B de 2008.
Com isso, chamou a atenção de outros clubes, especialmente do Vasco da Gama.

### Vasco da Gama
No dia 14 de janeiro de 2009 foi contratado pelo Vasco da Gama, por indicação do técnico Dorival Júnior, revezando-se na titularidade durante a campanha na Taça Guanabara daquele ano.
Na estreia do time na Taça Rio, diante do Friburguense, o camisa 11 entrou no segundo tempo, pôs velocidade no jogo e marcou um belo gol da entrada da área, fechando o placar de 3 a 0 para o Vasco da Gama, assumindo a condição de titular. Desde então tem se destacado, jogando como segundo atacante, mais aberto pelos lados. Contribuiu com duas assistências para os gols de Élton e Carlos Alberto na vitória de 4 a 1 no clássico contra o Botafogo. Deu uma assistência para um dos gols na vitória do Vasco sobre o Flamengo, o único Clássico dos Milhões de 2009 (já que o Vasco disputara a Série B naquele ano), na Taça Rio (Vasco 2 a 0 Flamengo). Marcou dois gols na vitória do Vasco contra o Central (PE), por 3 a 0, em partida realizada fora de casa, válida pela Copa do Brasil.

### Retorno ao Paraná Clube
Em agosto de 2010, sem espaço na Colina, Rodrigo Pimpão foi emprestado ao Paraná até o final da temporada.

### Futebol japonês
No fim de 2010, Pimpão teve seu empréstimo ao Paraná encerrado. Mas, o Vasco da Gama o emprestou novamente, dessa vez para o Cerezo Osaka, do Japão, até julho de 2011. Em agosto de 2011 foi novamente emprestado, dessa vez para o Omiya Ardija, também do Japão.

### Ponte Preta
Ao fim de seu empréstimo para o clube japonês, Pimpão deveria retornar ao Vasco da Gama. Mas foi emprestado novamente, desta vez para a Ponte Preta, até o fim de 2012. No dia 22 de abril de 2012. marcou o terceiro gol da Ponte Preta no Campeonato Paulista que eliminou o Corinthians do campeonato.
Ao término do Campeonato Paulista, pediu para sair do clube, alegando estar insatisfeito com a reserva. Mas decidiu voltar e foi reintegrado ao elenco onde participará da disputa do campeonato brasileiro.

### América Mineiro
No dia 17 de julho de 2012, foi apresentado e jogou por empréstimo até o fim do ano no América Mineiro, substituindo o atacante Bruno Meneghel.

### América de Natal
O atacante acertou contrato com o América de Natal em junho de 2013 com contrato até o final do ano. Pimpão foi um dos destaques da equipe na Série B, com 5 gols. Em março de 2014 o atacante acertou sua volta a Natal, após curta passagem pelo Tractor Saziv, do Irã, com o contrato até maio de 2015. Foi fundamental no bom desempenho do América na Copa do Brasil de 2014, marcando e ajudando a eliminar clubes como Fluminense e Atlético Paranaense. Pela série B, ainda fez um belo gol em cima do Vasco, clube no qual se destacou.

### Botafogo
No dia 5 de janeiro de 2015, o América confirmou a ida de Rodrigo Pimpão para o Botafogo. Atuou até o inicio do segundo semestre de 2015, quando se transferiu para o Emirates após este pagar a multa rescisória. Saiu sendo o artilheiro do Fogão na Série B com 7 gols.

### Emirates Club
Em julho de 2015, Rodrigo Pimpão acertou com o Emirates Club. O clube árabe pagou a cláusula de rescisão no valor de US$ 500 mil (aproximadamente R$ 1,6 milhão) para poder contar com o jogador.

### Retorno ao Botafogo
Já no dia 13 de maio de 2016, o Botafogo confirmou o retorno de Rodrigo Pimpão até o final de 2017. Quando voltou, o ataque já contava com Sassá, vice-artilheiro do campeonato, e Neílton, e Pimpão teve que buscar seu espaço. Atuou em alguns jogos como titular e entrando no meio das partidas, marcou gols e fez parte da campanha que levou o clube à Copa Libertadores de 2017.
Na temporada seguinte, Pimpão foi protagonista da equipe nas fases prévias da Libertadores, marcando o gol da classificação aos 35 do segundo tempo contra o Colo-Colo do Chile, e na partida de ida contra o Olimpia, do Paraguai, no Nilton Santos, quando marcou um gol de bicicleta. Pimpão continuou marcando gols importantes na Libertadores, contra Estudiantes e Atlético Nacional. 
Com apresentações muito acima da média, Pimpão renovou seu contrato com o Botafogo até dezembro de 2019.
Na partida contra o Nacional, do Uruguai, pelas oitavas-de-final, Pimpão se iguala a duas lendas do alvinegro, Jairzinho e Dirceu, como maiores goleadores do clube na competição, com 5 gols cada. O Botafogo cairia nas quartas-de-final, para o Grêmio, em jogo que Pimpão acertou uma bola na trave.
Foi campeão carioca com o Botafogo em 2018, em partida contra o Vasco. Em partida válida pelas oitavas-de-final da Copa Sul-Americana, fez o gol da derrota por 2 a 1 para o Bahia.
No resto do ano de 2018, Pimpão teve muitas oportunidades de jogar, inclusive marcando contra o São Paulo. Mas suas atuações abaixo da média e as críticas da torcida deixaram em risco sua permanência no Botafogo.
Após um começo de ano ruim do clube em 2019, marcou um gol contra o Campinense pela Copa do do Brasil, em Campina Grande.

### CSA
No dia 25 de dezembro, foi anunciado como novo reforço do CSA. Seu contrato com o Botafogo terminaria no dia 31 de dezembro.

## Títulos
Vasco da Gama
- Campeonato Brasileiro - Série B: 2009
- Copa da Hora: 2010

América de Natal
- Campeonato Potiguar: 2014
- Copa Cidade de Natal: 2014

Botafogo
- Campeonato Brasileiro - Série B: 2015
- Campeonato Carioca: 2018
- Taça Guanabara: 2015

CSA
- Campeonato Alagoano: 2021

Remo
- Campeonato Paraense: 2022

## Artilharias
CSA
- Campeonato Alagoano: 2020 – 5 gols[14]